# Tifón Fengshen (2008)
El Tifón Fengshen (designación internacional: 0806, designación JTWC: 07W, designación PAGASA: Frank) fue un tifón que pasó sobre Filipinas en junio de 2008, causando cientos de muertes, y el hundimiento de varias embarcaciones, entre las que se cuenta el transbordador MV Princess of the Stars con más de 800 pasajeros.